# Phonorhynchoides flagellatus
Phonorhynchoides flagellatus är en plattmaskart som beskrevs av Beklemischew 1928. Phonorhynchoides flagellatus ingår i släktet Phonorhynchoides och familjen Polycystididae. Inga underarter finns listade i Catalogue of Life.